# Alan Tam
Alan Tam, de son vrai nom Tam Wing-Lun (譚詠麟, né le 23 août 1950) est un chanteur et acteur hongkongais, membre dans les années 1970 du groupe The Wynners avec Kenny Bee.

## Biographie
Au cours du début des années 1980, il a joué un rôle majeur dans le développement de la scène Cantopop comme il était connu pour chanter des ballades romantiques avec des arrangements modernes. En 2008, il est toujours actif dans l'industrie musicale, sortant de nouveaux albums sur une base régulière. Depuis la fin des années 1980, il a servi en tant que mentor pour l'industrie musicale Cantopop, gagnant le surnom de « Principal » ou « Tam Hau Cheung ». Aujourd'hui, il est régulièrement vus à travers les médias de Hong Kong, en Chine, à Taiwan et diverses parties de l'Asie de participer à tous les types de spectacles et des événements liés aux activités caritatives.
Jusqu'en 2005, il a sorti plus de cent quatre albums, et plus de huit cents chansons (cantonais, mandarin, japonais, anglais, etc.)

## Filmographie
- 1981 : If I Were for Real de Wang Toon
- 1986 : Mister Dynamite
- 1986 : Le Flic de Hong Kong 3
- 1987 : Rich and Famous
- 1988 : The Romancing Star 2
- 1988 : The Dragon Family
- 1989 : Little Cop
- 1990 : The Fortune Code
- 1990 : No Risk, No Gain
- 1991 : The Last Blood
- 2013 : I Love Hong Kong 2013